# Палау на летних Олимпийских играх 2016
Республика Палау на летних Олимпийских играх 2016 года будет представлена как минимум четырьмя спортсменами в трёх видах спорта.

## Состав сборной
Борьба
Вольная борьба
1. Флориан Скиланг Теменджил

Гребля на байдарках и каноэ
 Гребля на гладкой воде
1. Марина Торибионг

 Лёгкая атлетика
1. Родман Телтулл

 Плавание
1. Шон Уоллес
2. Дирнгулбай Мисеч

## Результаты соревнований

### Борьба
В соревнованиях по борьбе, как и на предыдущих трёх Играх, будет разыгрываться 18 комплектов наград. По 6 у мужчин в вольной и греко-римской борьбе и 6 у женщин в вольной борьбе. Турнир пройдёт по олимпийской системе с выбыванием. В утешительный раунд попадают участники, проигравшие в своих поединках будущим финалистам соревнований. Каждый поединок состоит из двух раундов по 3 минуты, победителем становится спортсмен, набравший большее количество технических очков. По окончании схватки, в зависимости от результатов спортсменам начисляются классификационные очки.
Единственную олимпийскую лицензию в борьбе сборная Палау получила по решению трёхсторонней комиссии.
Мужчины
Вольная борьба
| Соревнование | Спортсмены                | Первый раунд          | 1/8 финала           | Четвертьфинал        | Полуфинал            | Финал                | Место |
| Соревнование | Спортсмены                | Соперник Результат    | Соперник Результат   | Соперник Результат   | Соперник Результат   | Соперник Результат   | Место |
| ------------ | ------------------------- | --------------------- | -------------------- | -------------------- | -------------------- | -------------------- | ----- |
| до 74 кг     | Флориан Скиланг Теменджил | Л.Даниэль (HUN) П 0:4 | Завершил выступление | Завершил выступление | Завершил выступление | Завершил выступление | 19    |

### Водные виды спорта

#### Плавание
В следующий раунд на каждой дистанции проходят спортсмены, показавшие лучший результат, независимо от места, занятого в своём заплыве.
Мужчины
| Дистанция                | Спортсмены | Предварительный раунд | Предварительный раунд | Предварительный раунд | Полуфинал            | Полуфинал            | Полуфинал            | Финал                | Финал                |
| Дистанция                | Спортсмены | Заплыв                | Результат             | Место                 | Заплыв               | Результат            | Место                | Результат            | Место                |
| ------------------------ | ---------- | --------------------- | --------------------- | --------------------- | -------------------- | -------------------- | -------------------- | -------------------- | -------------------- |
| 50 метров вольным стилем | Шон Уоллес | 3                     | 26,78                 | 72                    | Завершил выступление | Завершил выступление | Завершил выступление | Завершил выступление | Завершил выступление |

Женщины
| Дистанция                | Спортсмены       | Предварительный раунд | Предварительный раунд | Предварительный раунд | Полуфинал             | Полуфинал             | Полуфинал             | Финал                 | Финал                 |
| Дистанция                | Спортсмены       | Заплыв                | Результат             | Место                 | Заплыв                | Результат             | Место                 | Результат             | Место                 |
| ------------------------ | ---------------- | --------------------- | --------------------- | --------------------- | --------------------- | --------------------- | --------------------- | --------------------- | --------------------- |
| 50 метров вольным стилем | Дирнгулбай Мисеч | 3                     | 29,19                 | 65                    | Завершила выступление | Завершила выступление | Завершила выступление | Завершила выступление | Завершила выступление |

### Гребля на байдарках и каноэ

#### Гребля на гладкой воде
Соревнования по гребле на байдарках и каноэ на гладкой воде проходят в лагуне Родригу-ди-Фрейташ, которая находится на территории города Рио-де-Жанейро. В каждой дисциплине соревнования проходят в три этапа: предварительный раунд, полуфинал и финал.
Женщины
| Соревнование                  | Спортсмены       | Предварительный раунд | Предварительный раунд | Предварительный раунд | Полуфинал             | Полуфинал             | Полуфинал             | Финал                 | Финал                 | Итоговое место        |
| Соревнование                  | Спортсмены       | Заплыв                | Время                 | Место                 | Заплыв                | Время                 | Место                 | Время                 | Место                 | Итоговое место        |
| ----------------------------- | ---------------- | --------------------- | --------------------- | --------------------- | --------------------- | --------------------- | --------------------- | --------------------- | --------------------- | --------------------- |
| байдарки-одиночки, 200 метров | Марина Торибионг | 1                     | 48,913                | 6                     | 3                     | 48,306                | 8                     | Завершила выступление | Завершила выступление | Завершила выступление |
| байдарки-одиночки, 500 метров | Марина Торибионг | 2                     | 2:14,807              | 7                     | Завершила выступление | Завершила выступление | Завершила выступление | Завершила выступление | Завершила выступление | Завершила выступление |

### Лёгкая атлетика
Мужчины
Беговые дисциплины
| Дисциплина        | Спортсмен      | Предварительный раунд | Предварительный раунд | Предварительный раунд | Четвертьфиналы | Четвертьфиналы | Четвертьфиналы | Полуфиналы           | Полуфиналы           | Полуфиналы           | Финал                | Финал                |
| Дисциплина        | Спортсмен      | Забег                 | Время                 | Место                 | Забег          | Время          | Место          | Забег                | Время                | Место                | Время                | Место                |
| ----------------- | -------------- | --------------------- | --------------------- | --------------------- | -------------- | -------------- | -------------- | -------------------- | -------------------- | -------------------- | -------------------- | -------------------- |
| бег на 100 метров | Родман Телтулл | 2                     | 10,53                 | 1                     | 2              | 10,64          | 8              | Завершил выступление | Завершил выступление | Завершил выступление | Завершил выступление | Завершил выступление |